# نسبة النفقات
تُعرَّف نسبة النفقات الخاصة بصندوق الأسهم أو صندوق الأصول بأنها النسبة المئوية الإجمالية لأصول الصناديق المستخدمة في الإدارة والتنظيم والإعلان (12ب -1)، وجميع النفقات الأخرى، فعلى سبيل المثال تعني نسبة النفقات أو المصاريف البالغة 1% سنويًا أن 1% من مجموع أصول الصندوق سوف تُستخدم لتغطية النفقات. لا تشمل نسبة النفقات أحمال المبيعات أو عمولات السمسرة.
يجب مراعاة نسب النفقات عند اختيار الصندوق، إذ يمكنها التأثير بشكل كبير على العائدات، ومن العوامل التي تؤثر على نسبة النفقات حجم الصندوق (الصناديق الصغيرة تمتلك في الغالب نسبًا أعلى لأنها تنشر النفقات بين عدد أقل من المستثمرين)، ورسوم المبيعات وأسلوب إدارة الصندوق. تبلغ نسبة النفقات السنوية النموذجية لصندوق الأسهم المحلية في الولايات المتحدة نحو 1%، على الرغم من أن بعض الأموال تُدار بشكل سلبي (مثل صناديق المؤشرات) التي تمتلك نسبًا أقل بكثير.
يُعتبر «الرسم 12ب-1» أحد العناصر البارزة في نسبة نفقات الصناديق الأمريكية، وهو يمثل النفقات المستخدمة في الإعلان والترويج للصندوق. تقتصر رسوم 12ب-1 بشكل عام على 1% كحد أقصى سنويًا (توزيع بنسبة 0.75% وخدمة المساهمين بنسبة 0.25%)، وذلك بموجب قواعد هيئة تنظيم الصناعة المالية.
يعد مصطلح «نسبة النفقات» مقياسًا أساسيًا للأداء بالنسبة لمنظمة غير ربحية، كما يستخدم هذا المصطلح في بعض الأحيان في سياقات أخرى أيضًا.

## التنازلات والتسديدات والاستردادات
تنفذ بعض الصناديق كل من «اتفاقات التنازل أو التسديد» مع مستشار الصندوق أو غيره من مقدمي الخدمات، وخصوصًا عندما يكون الصندوق جديدًا، كما تميل النفقات إلى الارتفاع (بسبب وجود قاعدة أصول صغيرة). تعمل هذه الاتفاقات بشكل عام على خفض النفقات إلى مستوى محدد مسبقًا أو إلى حد ما بمقدار محدد مسبقًا. يتوجب على الصندوق في بعض الأحيان أن يسدد مبالغ التنازل أو التسديد هذه خلال فترة لا يمكنها أن تتجاوز 3 سنوات بدءًا من السنة التي جرى فيها تكبد النفقات الأصلية. في حال كانت خطة الاسترداد سارية المفعول فقد يكون الأثر هو إلزام المساهمين في المستقبل على استيعاب نفقات الصندوق المتكبدة خلال السنوات السابقة، وتُحسب من خلال نفقات التشغيل.

## التغيرات في نسبة النفقات (النفقات الثابتة والمتغيرة)
يمكن التنبؤ بالنفقات بشكل عام، على عكس الأداء المستقبلي، وتميل الصناديق ذات النفقات المرتفعة إلى استمرار ارتفاع نسب النفقات هذه، ويمكن للمستثمر فحص «المعالم المالية البارزة» الخاصة بالصندوق والمشمولة في كل من التقارير المالية الدورية ونشرة الصندوق، كما يمكنه تحديد نسبة نفقات الصندوق على مدى السنوات الخمس الماضية (على فرض أن تاريخ الصندوق هو خمس سنوات). يصعب على الصندوق تخفيض نسبة النفقات بشكل كبير بمجرد مرور بضع سنوات على تاريخ تشغيله.
يرجع سبب ما سبق إلى أن الأموال تمتلك نفقات ثابتة ومتغيرة على حد سواء، ولكن معظمها هي عبارة عن نفقات متغيرة. تُحدد التكاليف المتغيرة على أساس النسبة المئوية، فعلى سبيل المثال، إذا افترضنا عدم وجود نقاط توقف فإن نسبة 0.75 من رسوم الإدارة سوف تُستهلك دائمًا و0.75 من أصول الصناديق، بصرف النظر عن أي زيادة في الأصول الخاضعة للإدارة. سيختلف إجمالي رسم الإدارة بحسب الأصول الخاضعة لها، لكنه سيكون دائمًا من ضمن نسبة 0.75 من الأصول.
تختلف التكاليف الثابتة (مثل الإيجار أو رسوم التدقيق) على أساس النسبة المئوية، لأن مبلغ الإيجار أو التدقيق يختلف حسب مبلغ الأصول الذي حصل عليه الصندوق، بالتالي تتصرف معظم نفقات الصندوق باعتبارها نفقات متغيرة، فهي بذلك تشكل نسبة ثابتة من أصل الصندوق ولذلك يكون من الصعب للغاية على الصندوق أن يخفض نسبة نفقاته بشكل كبير بعد مرور سنوات قليلة على تشغيله، وهكذا إذا اشترى المستثمر صندوقًا ذا نفقة عالية ويمتلك بضع سنوات من القدم، لا يجب عليه أن يتوقع أي تخفيض كبير.

## النفقات المهمة بالنسبة لنوع الاستثمار
يوجد ثلاث فئات واسعة من الاستثمار بالنسبة لصناديق الاستثمار المشتركة (سوق الأسهم والسندات والأموال- وفق ترتيب تنازلي للعائدات التاريخية). يعتبر ما سبق شرحًا مبسطًا بشكل مفرط، لكنه كاف لتفسير أثر النفقات. نجد في صندوق الأسهم الذي يكون فيه العائد الإجمالي التاريخي 9%، أن نسبة نفقات تبلغ نحو 1% تستهلك تقريبًا نحو 11% من عائد المستثمر (1 مقسمة على 9 وتساوي نحو 0.11 أو 11%). بينما نجد في صندوق السندات الذي قد يكون العائد الإجمالي التاريخي فيه 8%، أن نسبة النفقات التي تبلغ 1% تستهلك نحو 12.5% من عائد المستثمر. أما في صندوق سوق المال حيث يكون العائد الإجمالي التاريخي هو 5% نجد أن نسبة النفقات التي تبلغ 1% تستهلك نحو 20% من إجمالي العائد التاريخي للمستثمر، وبالتالي يجب على المستثمر أن ينظر في نسبة نفقات الصندوق نسبة إلى صلتها بنوع الاستثمارات التي سيحتفظ بها الصندوق.

## المنظمات غير الربحية
يشير مصطلح «نسبة نفقات البرنامج» في المنظمات غير الربحية إلى نفقات البرنامج مقسومة على إجمالي النفقات، وهذا هو أحد المؤشرات المالية الرئيسية التي تهم المؤسسات الخيرية والجهات المانحة لها. يبلغ مجموع نسبة نفقات البرنامج و«نسبة نفقات خدمة الدعم» حسب التعريف 100% لمؤسسة لا تستهدف الربح. تُعتبر المؤسسات الخيرية ذات نسبة نفقات البرنامج الأعلى (وبالتالي فإن نسبة نفقات خدمة الدعم الأقل) هي الأكثر كفاءة.
تسمى نسبة نفقات خدمة الدعم أيضًا باسم «النفقات العامة»، وتقول المصادر الرئيسية للمعلومات حول المؤسسات الخيرية بما في ذلك غايدستار وتشاريتي نافيغاتور ووايز غيفينغ أليانس، أنه يمكن لنسبة نفقات خدمة الدعم (النفقات العامة) أن تكون مؤشرًا هامًا وخصوصًا عند أحد الطرفين أو عند الآخر، ولكن من المهم النظر بنفس القدر إلى عوامل أخرى منها الشفافية والحكم والقيادة والنتائج.
بحسب ما جاءت به تشاريتي نافيغاتور (وذلك اعتبارًا من عام 2009)، كان المتوسط الوطني لنسبة نفقات خدمات الدعم 10%، بينما كانت نسبة النفقات أقل من 30% لأكثر من ثلاثة أرباع المؤسسات الخيرية المصنفة على موقعها الإلكتروني.

## استخدامات أخرى
يُستخدم المصطلح أيضًا على نطاق واسع بين المتخصصين في الشؤون المالية وفي المحاسبة، بغرض توضيح ربح عمليات الشركة وقابليتها للاستمرار، وتوضح نسبة النفقات النسبة المئوية لإجمالي إيرادات عملية ما والتي تُخصص للنفقات المتعلقة بتشغيل العملية. يجد مدراء الأعمال الذين يستخدمون بيانات الأرباح والخسائر (مثل بيانات الدخل) لإعداد خطط العمل، أن نسب النفقات هي عبارة عن مؤشرات مفيدة للغاية في إنتاج التوقعات، وتحديد المكان المناسب الذي تتواجد فيه فرص خفض التكاليف وزيادة الإيرادات.